# Shocking Dark - Spectres à Venise
 (juillet 2010).
Si vous disposez d'ouvrages ou d'articles de référence ou si vous connaissez des sites web de qualité traitant du thème abordé ici, merci de compléter l'article en donnant les références utiles à sa vérifiabilité et en les liant à la section « Notes et références ».
Pour plus de détails, voir Fiche technique et Distribution.
Shocking Dark, sous-titré Spectres à Venise, également intitulé Terminator II, Alienators ou Contaminator, est un film de Bruno Mattei réalisé en 1990.
Ce film se voulait la suite non officielle du film Terminator sorti en 1984. Un an plus tard est sorti Terminator 2 : le Jugement dernier, réalisé par James Cameron.

## Synopsis
Le film raconte l'histoire d'une scientifique répondant au nom de Sarah et d'un commando surarmé luttant contre des créatures visqueuses et un cyborg malfaisant.

## Fiche technique
- Titre : Shocking Dark - Spectres à Venise
- Autres titres : Terminator II / Alienators / Contaminator
- Réalisation : Bruno Mattei
- Scénario : Rossella Drudi et Claudio Fragasso
- Musique : Carlo Maria Cordio
- Photographie : Riccardo Grassetti
- Montage : Bruno Mattei
- Production : Franco Gaudenzi
- Société de production : Flora Film
- Pays :  Italie
- Genre : Action, horreur, science-fiction et thriller
- Durée : 90 minutes
- Dates de sortie : 
  -  France : mai 1989 (marché du film du festival de Cannes)
  -  Italie : 22 août 1990

## Accueil
Jusqu'en 2018, le film n'avait jamais été diffusé aux États-Unis pour des raisons juridiques. Il a été publié dans des pays comme le Japon, le Brésil et l'Italie. Aux États-Unis, le film est sorti pour la première fois en mai 2018 (sous son titre Shocking Dark).